# Barensteel

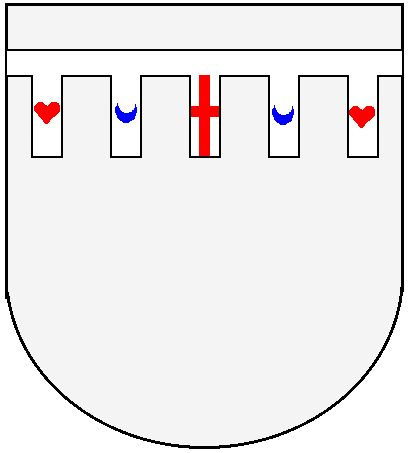
Kleinzoon van een Britse monarch met vijf hangers

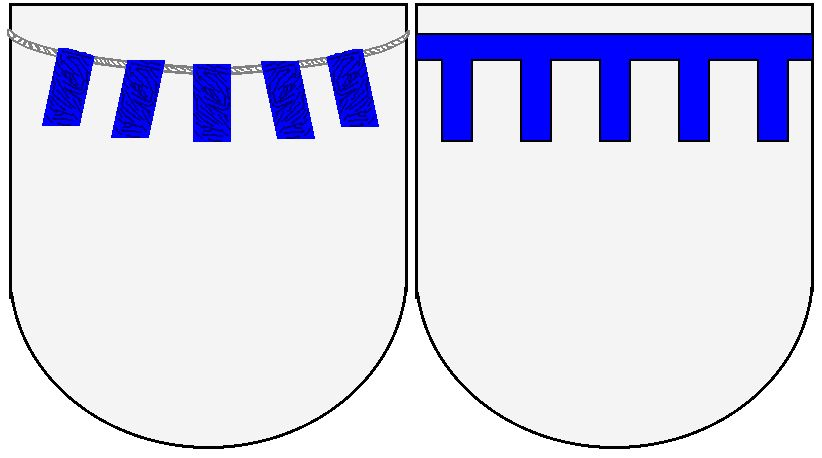
Schild met vaantjes en de heraldische barensteel

Een barensteel of lambel (ook palesteel) is een brisure of breuk waarmee het wapen van een zoon zich onderscheidt van dat van zijn vader. Daarnaast werd het ook veel gebruikt voor de aanduiding van een jongere familietak. In de literatuur is sprake van een barensteel met één pendant maar drie of vier hangers zijn de norm. Het was vroeger niet gebruikelijk om de wapenschilden van dochters met een barensteel te beladen maar ook in dit opzicht zijn vrouwen nu geëmancipeerd.
In de Nederlandse en Belgische heraldiek werden barenstelen in de 19e eeuw gebruikt door de Prinsen der Nederlanden, maar langzaamaan verdween deze gewoonte. Toen koning Filip van België op 19 juli 2019 besloot om het koninklijk wapen te herzien, bepaalde hij ook dat de hertog(in) van Brabant (i.c. de Belgische troonopvolger) hetzelfde wapen zou dragen met toevoeging van een barensteel met drie hangers van goud. Een barensteel met drie hangers van keel moet worden toegevoegd aan het wapen van een afgetreden koning(in) der Belgen.
De Engelse en Franse prinsen voeren in hun wapens barenstelen met drie, vier of vijf hangers of "pendants". Op deze hangers worden kleine symbolen geplaatst die de kenner duidelijk maken om wie het gaat en aangeven of de drager van het wapen een tweede, derde of jongere zoon, een jongere zoon of een kleinzoon van het hoofd van een familie is.

In latere tijden werd de barensteel aan de einden afgeschuind en kregen de pendanten de vorm van een zwaluwstaart.

## Ontstaan
Het gebruik van een barensteel is waarschijnlijk in de 13e eeuw ontstaan, tenzij men geloof hecht aan Beryl Platts verhaal dat de Graven van Boulogne met versierde hangers verwezen naar de dialogen tussen Karel de Grote en zijn biechtvader Alcuin. Wanneer een vader en zijn zoons samen ten strijde trokken, droeg de oudste zoon een lap stof over het schildhoofd van zijn schild. De jongere zoons droegen drie of meer aan een touw geregen vaantjes over het schild. Sneuvelde de vader dan werd de lap op het schild van de oudste zoon daarvan afgetrokken om te laten zien wie nu de aanvoerder was.
De barensteel van de oudste zoon is niet ingevuld en dat zou deze theorie over de herkomst van de barensteel ondersteunen, maar zekerheid is er niet.

Het wapen van prins Frederik, de tweede zoon van koning Willem I der Nederlanden
Het wapen van prins Filips, graaf van Vlaanderen, de derde zoon van koning Leopold I van België

## Breuken
Breuken zijn tekens die op de wapens van de jongere zoons voorkomen. Alleen de oudste zoon had het recht het volle wapen te voeren, de jongere moesten er veranderingen in aanbrengen (breken). Dat kon gebeuren door bijvoorbeeld de wapenkleuren te wijzigen, door weglating of verplaatsing van sommige stukken, of toevoeging van een nieuw stuk of door verandering van het helmteken.